# 新马约尔斯克
新马约尔斯克（烏克蘭語：Новомайорське）是位於烏克蘭東部的村莊，由顿涅茨克州沃爾諾瓦哈區的舊姆利尼夫卡市鎮負責管轄。
該村處於沙伊坦卡河邊，距離韋利卡諾沃西爾卡約33公里。

## 人口統計
根據 2001年烏克蘭人口普查，人口共计551人，村民的母語分配如下：
- 烏克蘭語：90.6%
- 俄語：9.4%
- 其他：<0.1%